# Urbano Zea
Urbano Zea Salcido (Ciudad Juárez, 4 marzo 1937 – El Paso, 30 marzo 2022) è stato un cestista messicano.

## Carriera
Con il Messico ha disputato una edizione dei Mondiali (1963), una dei Giochi olimpici (1960), oltre ai Giochi panamericani 1959.